# Joseph Schädeler

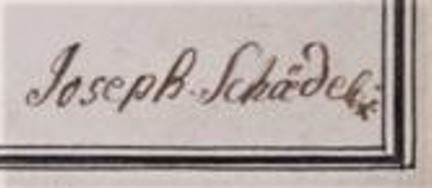
Signatur von Joseph Schädeler, 1733

Joseph Schädeler (irrtümlich auch Schädler oder Schaedler, * 11. November 1692 in Hannover; † 28. Juli 1763 in Hannover) war ein deutscher Architekt und Baubeamter im Kurfürstentum Hannover.

## Leben und Wirken

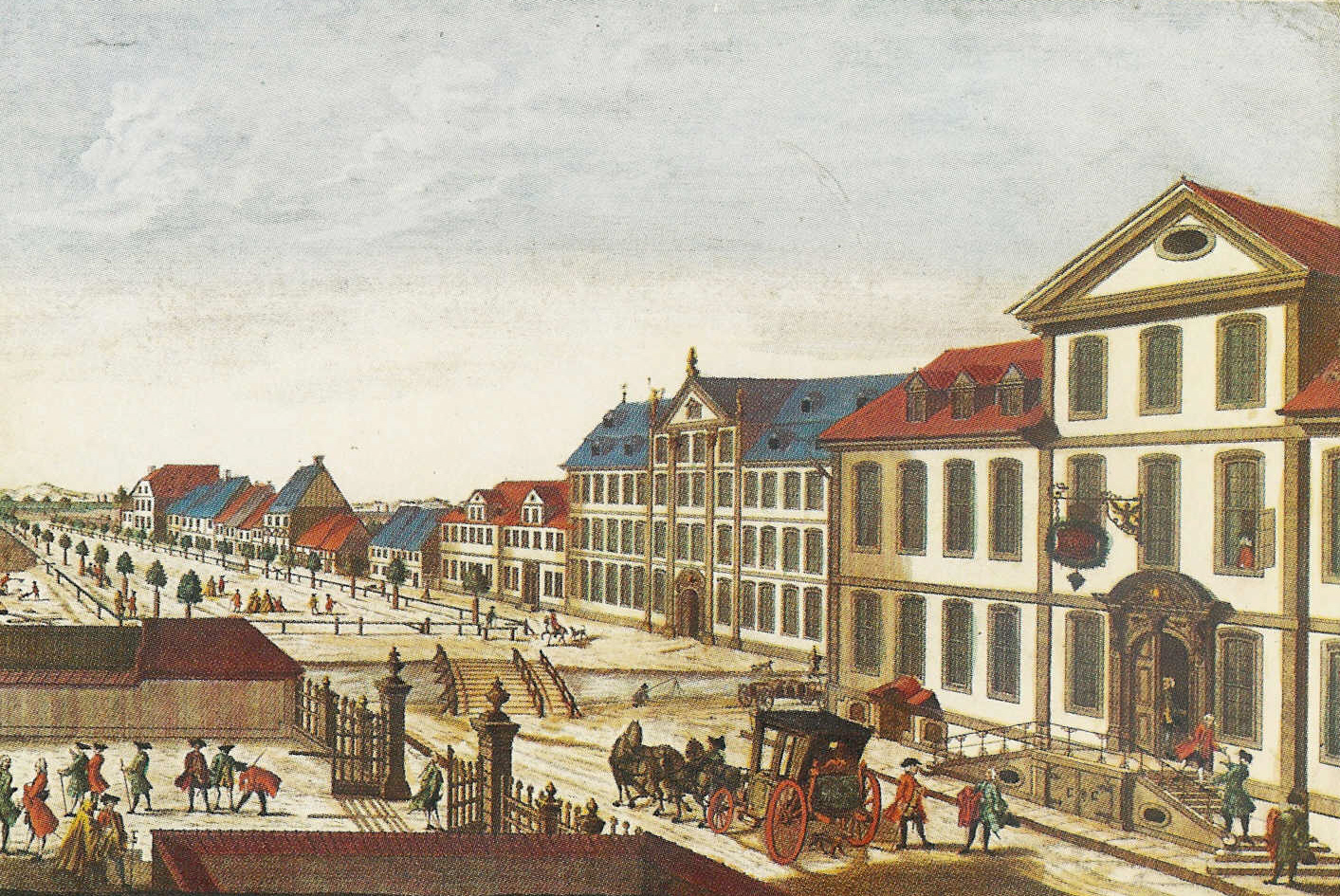
Rechts im Bild Schädelers eigene London Schänke in Göttingen, colorierter Kupferstich von Georg Daniel Heumann, 1747.

Schädeler war einziger Sohn und jüngstes von drei Kindern des hannoverschen Zimmermeisters Ludwig Schädeler (ca. 1633–1717) und seiner Ehefrau Anna Elisabeth Dieckmann. 1718 heiratete er in erster Ehe Anna Wilhelmina Bolduck (1697–1747) und 1752 in zweiter Ehe Eleonora Francisca Gouverneur (1706–1758); er hatte neun Kinder aus erster Ehe, darunter den späteren Zimmermeister, Architekten und Landbaumeister Franz (François) Schädeler (1733–1796).
Er absolvierte zunächst eine Zimmererlehre wohl beim Vater und war ab 1721 Hofzimmermeister in Hannover, als der er noch 1730 erwähnt wurde, obwohl er schon in den 1720er Jahren Aufgaben eines Architekten und Baubeamten übernahm. Seit 1721 war Schädeler zuständig für die Beaufsichtigung sämtlicher herrschaftlicher Gebäude im Amt Calenberg sowie für das Bauwesen der Groß- und Amtsvogtei Celle. 1731 erfolgte die Bestellung zum Klosterbaumeister durch die Klosterkammer Hannover (bis 1763) und 1738 die Ernennung zum Landbaumeister.

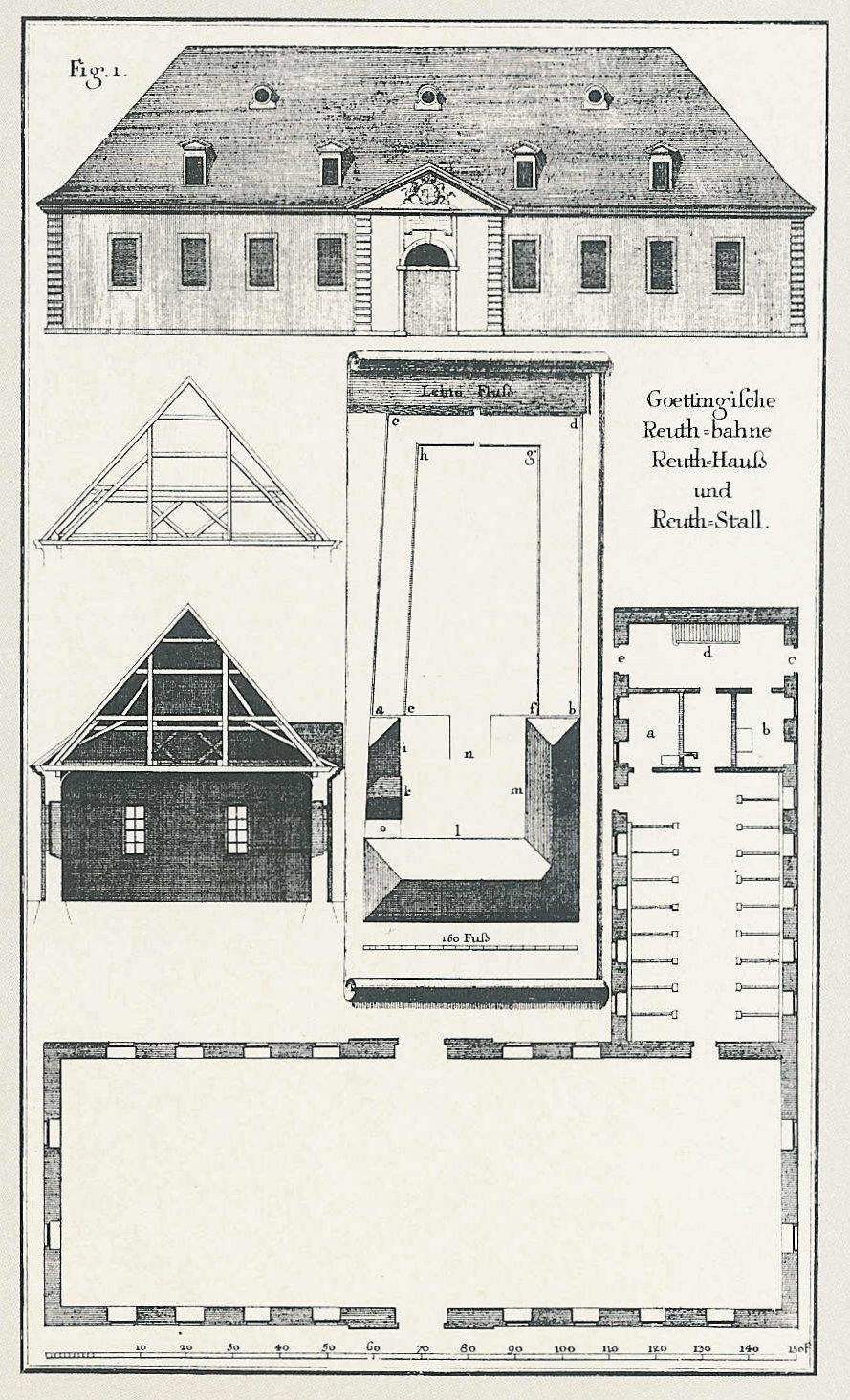
Universitätsreitstall Göttingen, von Johann Friedrich Penther 1746 veröffentlichte Bauzeichnungen

1734 erhielt Schädeler zusätzlich das neu geschaffene Amt des Universitätsbaumeisters in Göttingen übertragen. Dort im Zusammenhang mit der 1734 gegründeten und 1737 eröffneten Georg-August-Universität geschaffene, repräsentative Bauten sind Hauptwerke Schädelers, so etwa der Umbau des ehemaligen Pauliner-Klosters sowie die Neubauten des Kollegiengebäudes und des Universitätsreitstalls. Zum Dank für seine Verdienste als Baumeister der ambitionierten, jungen Universitätsstadt wurde ihm 1735 das Göttinger Bürgerrecht geschenkt, „weil er der Stadt viele Dienste gethan, auch ein ansehnliches Hauß bauet,“ womit die repräsentative London Schänke (seit 1946 Michaelishaus) gemeint war, die er 1735–1737 auf eigene Kosten in Höhe von 7000 Talern als „ansehnliches Wohn- und Logierhaus für Standspersonen“ mit Hotelbetrieb und Gastwirtschaft errichtete. Bis 1746 führte Schädeler den Betrieb selbst, ehe er das Haus verpachtete. Seine kaufmännischen Aktivitäten in Göttingen wurden zudem durch den Verkauf von Galanteriewaren erweitert, wozu er eine landesherrliche Lizenz erhalten hatte.
Die Funktion als Göttinger Universitätsbaumeister übte Schädeler bis 1750 gleichzeitig mit Johann Friedrich Penther aus. Beider Nachfolger wurde Johann Michael Müller.
Ab 1738 bezog Schädeler als Kloster- und Landbaumeister eine jährliche Besoldung in Höhe von 150 Reichstalern. In Göttingen besaß er außer der London Schänke auch ein Wohnhaus am zentralen Marktplatz und mehrere Gartengrundstücke.
1755 erfolgte die Pensionierung Schädelers mit jährlich 50 Reichstalern Ruhegehalt; zuvor war er wohl schon seit 1749 nach Hannover zurückgekehrt.
Offenbar übte Schädeler aber sein Amt als Klosterbaumeister noch bis zum Tod aus, denn darin wurde sein Nachfolger erst 1763 der Hannoveraner Heinrich Christian Körtje.

## Werke (Auswahl)
- 1719: Neubau Amtshaus Marienwerder (Bauleitung)[5]
- 1728: Reparatur Schloss Ahlden[5]
- 1729–1734: Reparatur Amtshaus Uslar[5]
- 1731: Neubau Schleuse vor dem Braunschweiger Tor in Burgdorf[5]
- 1731: Neubau Glockenturm auf dem Torhaus und Neubau Wirtschaftsgebäude des Zuchthauses Celle[5]
- 1732: Reparatur Kloster Mariensee[5]
- 1734–1736 (Entwurf 1733): Universitätsreitstall Göttingen[18] (1968 abgebrochen)
- 1735–1737: Neubau Kollegiengebäude der Universität Göttingen (Entwurf 1733) mit Umbau des Pauliner-Klosters[17]
- 1735–1737: Beratungen zum Umbau des Rathauses in Göttingen[19]
- 1735: Entwurf zum Neubau des Schlachthauses am Leinekanal in Göttingen (nicht ausgeführt)[20]
- 1735: Brauhaus am Leinekanal in Göttingen[21][22][23]
- 1735: Planung und Bau der Hauptwache auf dem Fisch- und Kornmarkt an der Barfüßerkirche in Göttingen[24][25]
- 1735: Entwurf und Bau der Fleichscharren zwischen Rathaus und Johanniskirchen-Chor[26]

- 1735: Neubau Amtshaus Beedenbostel[5]

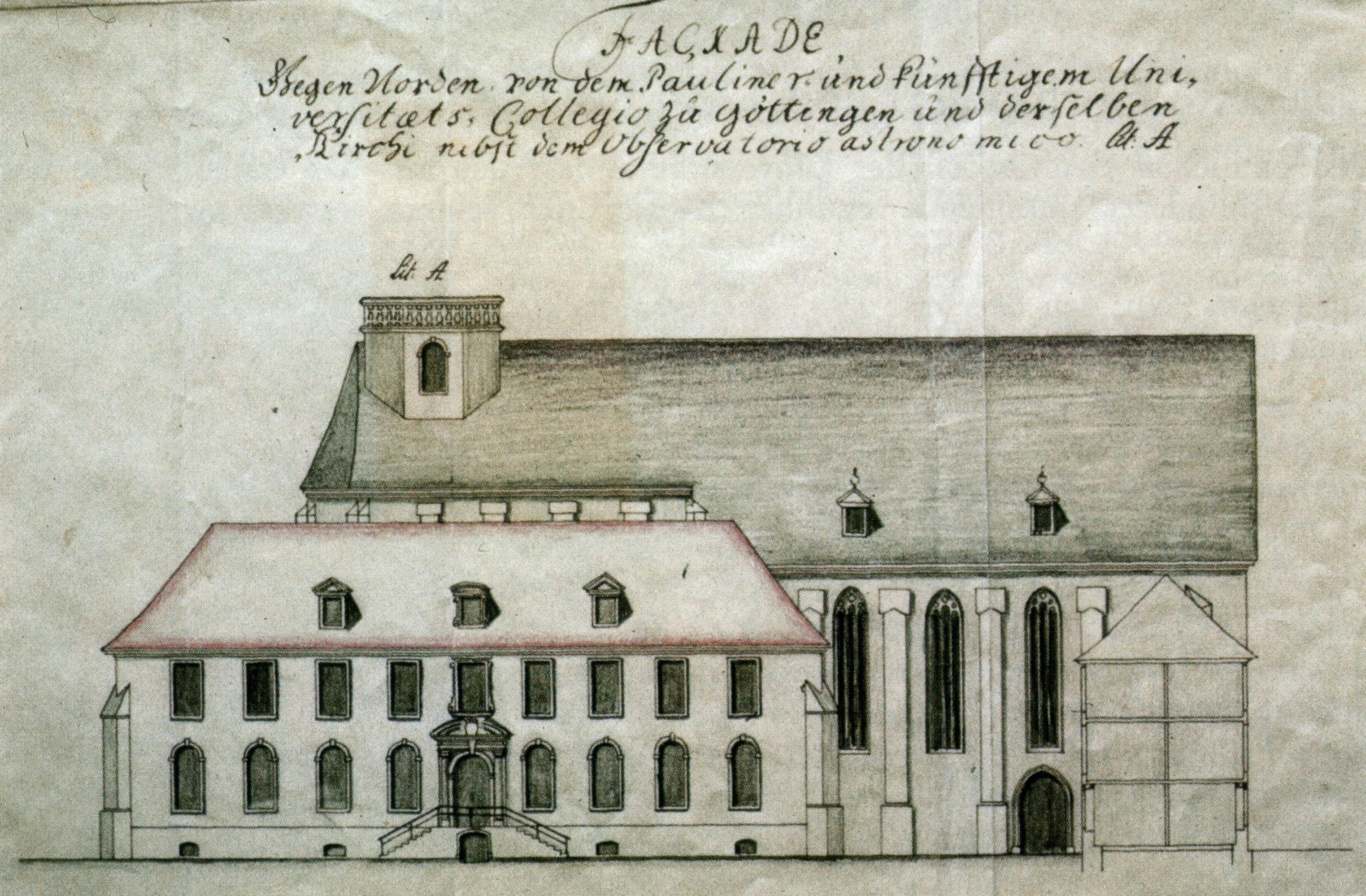
Kollegiengebäude der Universität Göttingen (im Hintergrund die Universitätskirche), Entwurf von Joseph Schaedeler, 1733

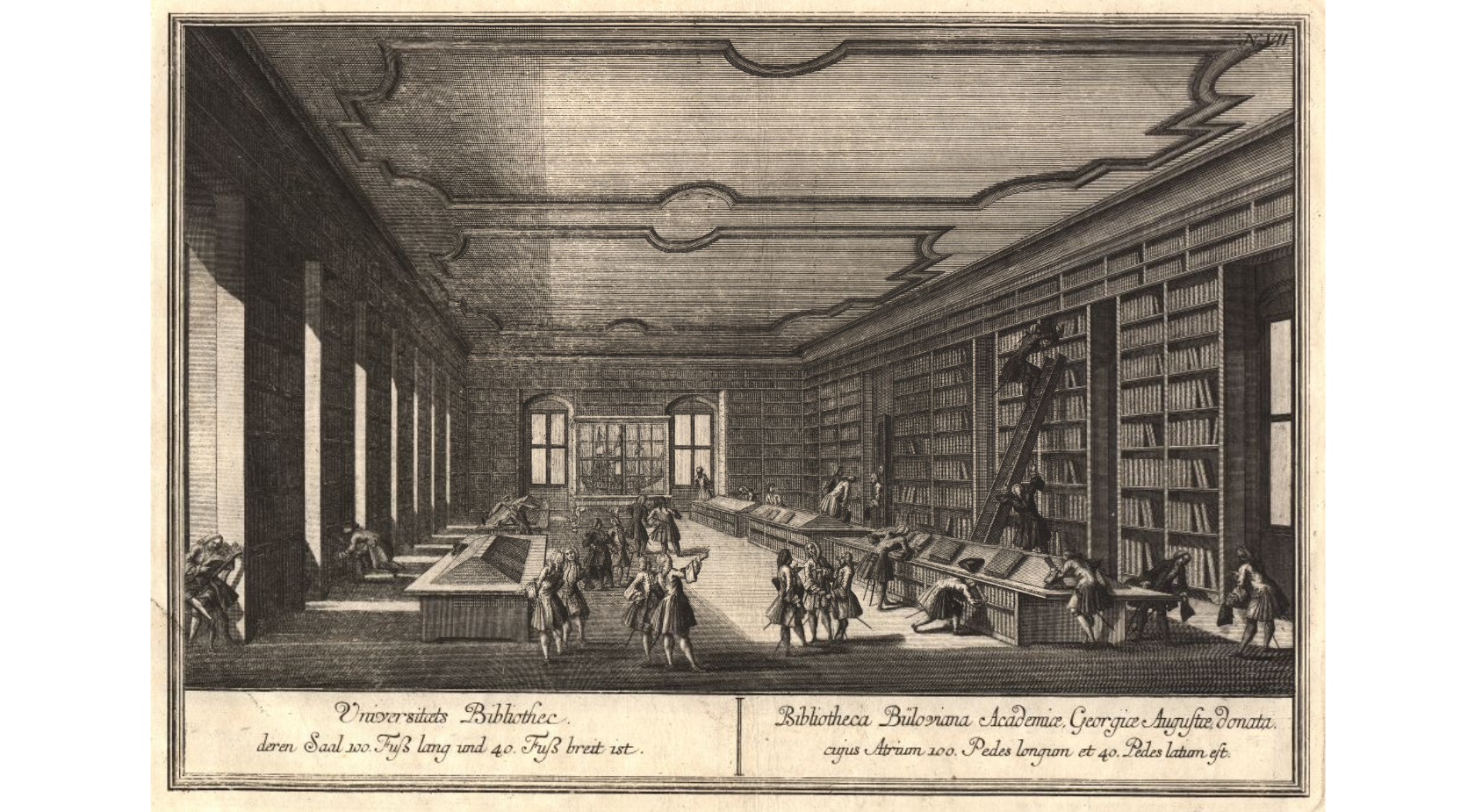
Kollegiengebäude der Universität Göttingen, nach Entwurf von Joseph Schaedeler erbaut 1735–1736: Bibliothekssaal im Obergeschoss („100 Fuß lang und 40 Fuß breit“). Kupferstich von Georg Daniel Heumann, 1747

- 1735–1736: Umbau der Alten Münze zur „Stadt- und Trivialschule“ an der Burgstraße in Göttingen[27]

- 1735–1737: London Schänke (seit 1946 sog. Michaelishaus) Göttingen[7][28][29][30]
- 1736: Neubau Kirchturm Bergen[5]
- 1736: Neubau Amtshaus Ilten[5]
- 1736: Gutachten Lambertikirche Lüneburg
- 1737: Neubau Kirche Beedenbostel[5]
- 1737–1738: Anatomiegebäude der Universität Göttingen (abgebrochen)[17][31]
- 1739–1742: Reparatur Amtshaus Barsinghausen[5]
- 1740–1742: Fechtbodengebäude der Universität Göttingen an der heutigen Goethe-Allee[32][33] (abgebrochen)
- 1743: Vorschläge zum Dach von St. Michaelis Lüneburg[5]
- 1746: Reparatur Kloster Barsinghausen[5]
- um 1750: Vorentwurf für die Reformierte Kirche Göttingen[34]
- 1750: Reparatur von Gebäuden im Kloster Bursfelde[5]
- 1752–1756 (Entwurf 1749): Amtshaus des Klosterguts Weende[17]
- 1752: Bau und Reparatur des Wirtshauses zum Rücking bei Northeim[35]

## Archivalien
- Klosterbaumeister - Bestallung und Kompetenz (...) Des Klosterbaumeisters Schaedeler Bestallung und Kompetenz. Vorkommnisse wegen dessen Diäten (1731–1755). Akte im Niedersächsischen Landesarchiv Hannover (Signatur: NLA HA Hann. 94 Nr. 512)[36]